# 大阪湾臨海地域開発整備法
大阪湾臨海地域開発整備法（おおさかわんりんかいちいきかいはつせいびほう、平成4年12月24日法律第110号）は、大阪湾臨海地域の整備に関する日本の環境の法律である。
1992年12月24日に公布および施行された。

## 目的
この法律は、「大阪湾臨海地域における近年の産業構造の変動等経済的社会的環境の変化に対処して、世界都市にふさわしい機能と住民の良好な居住環境等を備えた地域としての当該地域の整備等に関する総合的な計画を策定し、その実施を促進することにより、当該地域及びその周辺の地域における活力の向上を図り、もって東京圏への諸機能の一極集中の是正並びに世界及び我が国の経済、文化等の発展に寄与」を目的としている。

## 構成
- 第1条 目的
- 第2条 定義
- 第3条 施策における配慮
- 第4条 地域の指定
- 第5条 基本方針の決定及び変更
- 第6条 基本方針の内容
  - 1 基本方針には、大阪湾臨海地域について、次に掲げる事項を定めるものとする。 
    - 一 　整備等の目標
    - 二 　開発地区の設定及び中核的施設の整備に関する基本的事項
    - 三 　公共施設、公益的施設、住宅施設その他の施設の整備に関する基本的事項
    - 四 　産業構造の高度化に関する基本的事項
    - 五 　環境の保全に関する基本的事項
    - 六 　国際交流、教養文化活動等の活動に関する基本的事項
    - 七 　地価の安定、災害の防止その他大阪湾臨海地域の整備に際し配慮すべき重要事項

  - ２ 　基本方針には、関連整備地域について、次に掲げる事項を定めるものとする。 
    - 一 　整備等の目標
    - 二 　大阪湾臨海地域との有機的かつ効率的な連携に関する基本的事項
    - 三 　公共施設、公益的施設、住宅施設その他の施設の整備に関する基本的事項
    - 四 　産業構造の高度化に関する基本的事項
    - 五 　環境の保全に関する基本的事項
    - 六 　国際交流、教養文化活動等の活動に関する基本的事項
    - 七 　地価の安定、災害の防止その他関連整備地域の整備に際し配慮すべき重要事項
- 第7条 整備計画の策定
- 第8条 整備計画の内容
- 第9条 協力
- 第10条 促進協議会
- 第11条 公共施設の整備
- 第12条 地方債についての配慮
- 第13条 資金の確保等 
  - 国は、同意整備計画の達成に資するため必要な資金の確保その他の措置を講ずるよう努めなければならない。
- 第14条 地方税の不均一課税に伴う措置
- 第15条 公共施設の整備に伴う負担
- 第16条 都市計画法 等による処分についての配慮
- 第17条 監視区域の指定
- 第18条 大都市の特例
- 第19条 主務大臣